# Sarah T. – Portrait of a Teenage Alcoholic
Pour plus de détails, voir Fiche technique et Distribution.
Sarah T. – Portrait of a Teenage Alcoholic (« Sarah T. – Portrait d’une adolescente alcoolique ») est un téléfilm américain réalisé par Richard Donner et diffusé en 1975 sur NBC.
Il raconte l'histoire d'une jeune fille (Linda Blair) qui sombre petit à petit dans l'alcool pour échapper à ses problèmes personnels (parents divorcés, sentiment de solitude et d'inadéquation avec la société, incompréhension de sa mère). Elle commence à mentir à ses proches et à elle-même, refusant de reconnaître avoir un problème avec l'alcool, et s'enfonce progressivement dans une situation destructrice.

## Synopsis
Sarah Travis (Linda Blair) est une jeune fille de 15 ans confrontée à des sentiments d'isolement et d'inadéquation. Ses parents sont divorcés et elle a peu de contacts avec son père alcoolique et au chômage, Jerry (Larry Hagman). Elle vit avec sa mère Joanne (Verna Bloom) et son beau-père Matt (William Daniels), qui ne remarquent ni l'un ni l'autre à quel point Sarah se sent seule. Elle se sent éclipsée par sa sœur Nancy (Laurette Spang (en)) et souhaite vivre avec son père.
Sarah commence à boire de l'alcool lors d'une fête organisée par sa mère après avoir été mal à l'aise face aux questions personnelles des invités. Plus tard lors d'une soirée entre adolescents où elle ne connait presque personne et se sent mal à l'aise, elle boit jusqu'à en être ivre et commence à s'amuser, chantant même devant l'assemblée, ce que tout le monde apprécie et la félicite pour cela. De retour chez ses parents, ceux-ci blâment à tort son ami adolescent, Ken (Mark Hamill). Joanne est plus préoccupée par ce que pensent les autres que par le bien-être de sa fille.
Ken invite Sarah à le rejoindre sur son cheval Daisy, et Sarah devient plus populaire à l'école. Cependant, sa vie familiale reste confuse et irrégulière. Joanne décide de licencier leur gouvernante Margaret pour avoir fait une descente dans la cave à alcool, mais c'était en fait Sarah qui diluait le whisky après avoir pris des boissons illicites.
Sarah commence à boire à l'école, manque les cours et imite la signature de sa mère. La conseillère scolaire dit à sa mère que quelque chose ne va pas dans la vie de Sarah. Elle la décrit comme une élève intelligente qui était autrefois assidue dans son travail scolaire. Joanne n'apprécie pas son intervention et se sent ciblée à cause du divorce.
Sarah avoue à Ken qu'elle boit pour faciliter les choses. Après qu'elle eut été incapable de contacter son père par téléphone, elle s'évanouit à cause de l'alcool alors qu'elle fait du babysitting. Lors d'une confrontation avec sa mère et son beau-père, Sarah déclare qu'elle boit presque quotidiennement depuis deux ans.
Une visite chez le médecin ne parvient pas à convaincre sa mère que Sarah a un problème. Celle-ci assiste à une réunion des Alcooliques anonymes où elle rencontre Bobby, qui est encore plus jeune que Sarah. Ce que Bobby dit au groupe résonne chez elle, et elle se reconnaît dans ce qu'il dit, comme vivant dans un mensonge constant.
Lors de ses séances de thérapie familiale, Sarah exprime le désir que sa famille soit à nouveau réunie et que ses parents arrêtent de se battre. Lorsque son père révèle qu'il ne peut pas avoir la garde complète de Sarah en raison de sa situation professionnelle, Sarah ressent à nouveau l'envie irrésistible de boire. Elle demande à un groupe d'adolescents de lui acheter de la vodka, leur promettant en échange qu'ils pourraient lui faire tout ce qu'ils veulent. Ils la narguent en buvant eux-mêmes la majeure partie de sa bouteille. Après avoir bu le reste de la vodka, elle part faire du cheval, bien que Ken essaie de l'arrêter. Elle chevauche et se retrouve sur une route très fréquentée en sens inverse et Daisy est mortellement blessée dans un accident de voiture. La police arrive et achève la jument.
Sarah passe du temps à l'hôpital, où elle exprime des remords pour la façon dont elle a agi. Elle se rend compte à quel point elle a aimé sa famille et ses amis et admet finalement être alcoolique. C'est la première étape de sa rémission.

## Distribution
- Linda Blair : Sarah Travis
- Verna Bloom : la mère de Sarah
- Larry Hagman : Jerry Travis
- William Daniels : Matt Hodges
- Michael Lerner : le docteur Marvin Kittredge
- Mark Hamill : Ken Newkirk
- Eric Olson : Bobby
- Laurette Spang (en) : Nancy
- M. Emmet Walsh : Mr Peterson
- Steve Benedict : Ray Peterson
- Richard Roat : Fred Tyler
- Marian Collier (en) : Mme Peterson
- Hilda Haynes : Margaret
- Jessica Rains : Mme Tyler
- Sheila Larken : le vice-principal